# Izotopy argonu
Argon (18Ar) má 26 známých izotopů, od 29Ar do 54Ar, a jeden jaderný izomer (32mAr); tři z těchto izotopů jsou stabilní (36Ar, 38Ar a 40Ar). Nejstabilnějšími radioizotopy jsou 39Ar s poločasem přeměny 269 let, 42Ar s poločasem 32,9 r a 37Ar s poločasem 35,04 dne. Všechny ostatní izotopy mají poločas kratší než dvě hodiny, většinou pod jednu minutu. Nejméně stabilní je 30Ar s poločasem kratším než 20 nanosekund.
Přírodní 40K, s poločasem přeměny 1,248×109 r, se mění na stabilní 40Ar záchytem elektronu (10,72 %) a beta plus přeměnou (0,001 %), a také beta minus přeměnou na rovněž stabilní 40Ca (89,28 %). Tyto vlastnosti a poměry se používají k určení stáří hornin pomocí draslíko-argonového datování.
40Ar se vyskytuje v mnoha horninách a lze jej uvolnit tavením a nebo mletím. Téměř všechen argon v zemské atmosféře pochází z radioaktivní přeměny draslíku-40, 99,6 % pozemského argonu patří k izotopu 40Ar, ovšem ve hvězdách je argon téměř z 15 % tvořen 38Ar a převážně (85 %) 36Ar. Podobně je poměr izotopů 36Ar:38Ar:40Ar v atmosférách vnějších planet sluneční soustavy 8400:1600:1.
V atmosféře Země se působením kosmického záření tvoří, hlavně z 40Ar, radioaktivní 39Ar (poločas přeměny 269 let), také vzniká záchytem neutronu z 39K nebo alfa rozpadem vápníku. Naměřený molární zlomek 39Ar v přírodním argonu je (8,0±0,6)×10−16 g/g, tomu odpovídá aktivita zářiče 1,01±0,08 Bq/kg všech izotopů argonu. Molární zlomek 42Ar (poločas přeměny 32,9 let) v zemské atmosféře je menší než 6×10−21.
Roku 2013 byl, ve formě hydridu, nalezen 36Ar v pozůstatcích supernovy SN 1054, spojené s Krabí mlhovinou. Šlo o první případ, kdy byla nalezena sloučenina vzácného plynu mimo Sluneční soustavu.
37Ar je syntetický radioizotop argonu s poločasem přeměny přibližně 35 dní, vytváří se z 40Ca záchytem neutronu následovaným vyzářením částice alfa. K jeho vzniku docházelo například při podpovrchových testech jaderných zbraní.

## Seznam izotopů
| symbol nuklidu | Z(p)              | N(n)              | hmotnost izotopu (u) | poločas přeměny | způsob(y) přeměny  | produkt(y) přeměny | jaderný spin | reprezentativní izotopové složení (molární zlomek) | rozmezí přirozeného výskytu (molární zlomek) |
| symbol nuklidu | excitační energie | excitační energie | excitační energie    | poločas přeměny | způsob(y) přeměny  | produkt(y) přeměny | jaderný spin | reprezentativní izotopové složení (molární zlomek) | rozmezí přirozeného výskytu (molární zlomek) |
| -------------- | ----------------- | ----------------- | -------------------- | --------------- | ------------------ | ------------------ | ------------ | -------------------------------------------------- | -------------------------------------------- |
| 30Ar           | 18                | 12                | 30,021 56(32)        | <20 ns          | p                  | 29Cl               | 0            |                                                    |                                              |
| 31Ar           | 18                | 13                | 31,012 12(22)#       | 14,4(6) ms      | β+, p (62,0 %)     | 30S                | +5/2         |                                                    |                                              |
| 31Ar           | 18                | 13                | 31,012 12(22)#       | 14,4(6) ms      | β+ (29,1 %)        | 31Cl               | +5/2         |                                                    |                                              |
| 31Ar           | 18                | 13                | 31,012 12(22)#       | 14,4(6) ms      | β+, 2p (8,5 %)     | 29P                | +5/2         |                                                    |                                              |
| 31Ar           | 18                | 13                | 31,012 12(22)#       | 14,4(6) ms      | β+, α (<0,38 %)    | 27P                | +5/2         |                                                    |                                              |
| 31Ar           | 18                | 13                | 31,012 12(22)#       | 14,4(6) ms      | β+, α, p (<0,03 %) | 26Si               | +5/2         |                                                    |                                              |
| 31Ar           | 18                | 13                | 31,012 12(22)#       | 14,4(6) ms      | β+, 3p (<0,001 %)  | 28Si               | +5/2         |                                                    |                                              |
| 32Ar           | 18                | 14                | 31,997 638 0(19)     | 98,0(2) ms      | β+ (70,0 %)        | 32Cl               | 0            |                                                    |                                              |
| 32Ar           | 18                | 14                | 31,997 638 0(19)     | 98,0(2) ms      | β+, p (30,0 %)     | 31S                | 0            |                                                    |                                              |
| 32mAr          | 5600(100) keV     | 5600(100) keV     | 5600(100) keV        | ?               |                    |                    | -5           |                                                    |                                              |
| 33Ar           | 18                | 15                | 32,989 925 7(5)      | 173,0(20) ms    | β+ (61,3 %)        | 33Cl               | +1/2         |                                                    |                                              |
| 33Ar           | 18                | 15                | 32,989 925 7(5)      | 173,0(20) ms    | β+, p (38,7 %)     | 32S                | +1/2         |                                                    |                                              |
| 34Ar           | 18                | 16                | 33.9802712(4)        | 844,5(34) ms    | β+                 | 34Cl               | 0            |                                                    |                                              |
| 35Ar           | 18                | 17                | 34,975 257 6(8)      | 1,775 6(10) s   | β+                 | 35Cl               | +3/2         |                                                    |                                              |
| 36Ar           | 18                | 18                | 35,967 545 106(29)   | Stabilní        | Stabilní           | Stabilní           | 0            | 0,003 336(21)                                      |                                              |
| 37Ar           | 18                | 19                | 36,966 77632(22)     | 35,04(4) d      | ε                  | 37Cl               | +3/2         |                                                    |                                              |
| 38Ar           | 18                | 20                | 37,962 732 4(4)      | Stabilní        | Stabilní           | Stabilní           | 0            | 0,000 629(7)                                       |                                              |
| 39Ar           | 18                | 21                | 38,964 313(5)        | 269(3) r        | β−                 | 39K                | -7/2         | Stopy                                              |                                              |
| 40Ar           | 18                | 22                | 39,962 383 122 5(29) | Stabilní        | Stabilní           | Stabilní           | 0            | 0,996 035(25)                                      |                                              |
| 41Ar           | 18                | 23                | 40,964 500 6(4)      | 109,61(4) min   | β−                 | 41K                | -7/2         |                                                    |                                              |
| 42Ar           | 18                | 24                | 41,963 046(6)        | 32,9(11) r      | β−                 | 42K                | 0            | Stopy                                              |                                              |
| 43Ar           | 18                | 25                | 42,965 636(6)        | 5,37(6) min     | β−                 | 43K                | -5/2         |                                                    |                                              |
| 44Ar           | 18                | 26                | 43,964 924 0(17)     | 11,87(5) min    | β−                 | 44K                | 0            |                                                    |                                              |
| 45Ar           | 18                | 27                | 44,968 040 0(6)      | 21,48(15) s     | β−                 | 45K                | -5/2, −7/2   |                                                    |                                              |
| 46Ar           | 18                | 28                | 45,968 09(4)         | 8,4(6) s        | β−                 | 46K                | 0            |                                                    |                                              |
| 47Ar           | 18                | 29                | 46,972 19(11)        | 1,23(3) s       | β− (>99,8 %)       | 47K                | -3/2         |                                                    |                                              |
| 47Ar           | 18                | 29                | 46,972 19(11)        | 1,23(3) s       | β−, n (<0,2 %)     | 46K                | -3/2         |                                                    |                                              |
| 48Ar           | 18                | 30                | 47,974 54(32)        | 424(4) ms       | β− (62 %)          | 48K                | 0            |                                                    |                                              |
| 48Ar           | 18                | 30                | 47,974 54(32)        | 424(4) ms       | β−, n (38 %)       | 47K                | 0            |                                                    |                                              |
| 49Ar           | 18                | 31                | 48,980 52(54)        | 236(8) ms       | β− (71 %)          | 49K                | -3/2         |                                                    |                                              |
| 49Ar           | 18                | 31                | 48,980 52(54)        | 236(8) ms       | β−, n (29 %)       | 48K                | -3/2         |                                                    |                                              |
| 50Ar           | 18                | 32                | 49,984 43(75)        | 106(6) ms       | β− (63 %)          | 50K                | 0            |                                                    |                                              |
| 50Ar           | 18                | 32                | 49,984 43(75)        | 106(6) ms       | β−, n (37 %)       | 49K                | 0            |                                                    |                                              |
| 51Ar           | 18                | 33                | 50,991 63(75)        | >200 ns         | β−                 | 51K                | -3/2         |                                                    |                                              |
| 52Ar           | 18                | 34                | 51,996 78(97)        | >620 ns         | β−                 | 52K                | 0            |                                                    |                                              |
| 53Ar           | 18                | 35                | 53,004 94(107)       | >620 ns         | β−                 | 53K                | -5/2         |                                                    |                                              |
| 53Ar           | 18                | 35                | 53,004 94(107)       | >620 ns         | β−, n              | 52K                | -5/2         |                                                    |                                              |